# Пат Сміт
Патрік Гаррісон «Пат» Сміт (англ. Patrick Harrison «Pat» Smith; нар. 19 грудня 1990) — американський борець греко-римського стилю, чотириразовий чемпіон та срібний призер Панамериканських чемпіонатів, чемпіон Панамериканських ігор, срібний призер чемпіонату світу серед студентів.

## Життєпис
Виступає за борцівський клуб «Minnesota Storm».

## Спортивні результати на міжнародних змаганнях

### Виступи на Чемпіонатах світу
| Змагання                        | Збірна | Вагова категорія                 | Місце |
| ------------------------------- | ------ | -------------------------------- | ----- |
| Чемпіонат світу з боротьби 2017 | США    | греко-римська боротьба, до 71 кг | 15    |
| Чемпіонат світу з боротьби 2019 | США    | греко-римська боротьба, до 77 кг | 23    |
| Чемпіонат світу з боротьби 2021 | США    | греко-римська боротьба, до 72 кг | 19    |

### Виступи на Панамериканських чемпіонатах
| Змагання                                   | Збірна | Вагова категорія                 | Місце  |
| ------------------------------------------ | ------ | -------------------------------- | ------ |
| Панамериканський чемпіонат з боротьби 2015 | США    | греко-римська боротьба, до 71 кг | Золото |
| Панамериканський чемпіонат з боротьби 2016 | США    | греко-римська боротьба, до 71 кг | Золото |
| Панамериканський чемпіонат з боротьби 2017 | США    | греко-римська боротьба, до 71 кг | Золото |
| Панамериканський чемпіонат з боротьби 2020 | США    | греко-римська боротьба, до 77 кг | Срібло |
| Панамериканський чемпіонат з боротьби 2022 | США    | греко-римська боротьба, до 72 кг | Золото |

### Виступи на Панамериканських іграх
| Змагання                  | Збірна | Вагова категорія                 | Місце  |
| ------------------------- | ------ | -------------------------------- | ------ |
| Панамериканські ігри 2019 | США    | греко-римська боротьба, до 77 кг | Золото |

### Виступи на Кубках світу
| Змагання                    | Збірна | Вагова категорія                 | Місце |
| --------------------------- | ------ | -------------------------------- | ----- |
| Кубок світу з боротьби 2014 | США    | греко-римська боротьба, до 71 кг | 9     |

### Виступи на Чемпіонатах світу серед студентів
| Змагання                                        | Збірна | Вагова категорія                 | Місце  |
| ----------------------------------------------- | ------ | -------------------------------- | ------ |
| Чемпіонат світу з боротьби серед студентів 2014 | США    | греко-римська боротьба, до 71 кг | Срібло |

### Виступи на інших змаганнях
| Змагання                                                     | Збірна | Вагова категорія                 | Місце  |
| ------------------------------------------------------------ | ------ | -------------------------------- | ------ |
| Відкритий міжнародний турнір «Sunkist Kids» 2011             | США    | греко-римська боротьба, до 66 кг | 4      |
| Золотий Гран-прі з боротьби 2015                             | США    | греко-римська боротьба, до 71 кг | 12     |
| Гран-прі Загреба з боротьби 2016                             | США    | греко-римська боротьба, до 66 кг | 10     |
| Гран-прі Угорщини з боротьби 2016                            | США    | греко-римська боротьба, до 71 кг | 8      |
| Олімпійські випробування США 2016                            | США    | греко-римська боротьба, до 66 кг | Срібло |
| Золотий Гран-прі з боротьби 2016                             | США    | греко-римська боротьба, до 71 кг | 10     |
| Клубний чемпіонат світу з боротьби 2016                      | США    | команда                          | 11     |
| Гран-прі Парижа з боротьби 2017                              | США    | греко-римська боротьба, до 71 кг | 13     |
| Тор Мастерс 2017                                             | США    | греко-римська боротьба, до 71 кг | Бронза |
| Тор Мастерс 2018                                             | США    | греко-римська боротьба, до 72 кг | 18     |
| Турнір Дана Колова — Николи Петрова 2018                     | США    | греко-римська боротьба, до 72 кг | 18     |
| Кубок Хапаранди з боротьби 2018                              | США    | греко-римська боротьба, до 77 кг | Бронза |
| Кубок Арво Хаавісто 2018                                     | США    | греко-римська боротьба, до 77 кг | Срібло |
| Міжнародний меморіал Дейва Шульца 2019                       | США    | греко-римська боротьба, до 77 кг | Золото |
| Гран-прі Угорщини з боротьби 2019                            | США    | греко-римська боротьба, до 77 кг | 19     |
| Тор Мастерс 2019                                             | США    | греко-римська боротьба, до 77 кг | 5      |
| Меморіал Маттео Пелліконе 2020                               | США    | греко-римська боротьба, до 77 кг | 14     |
| Олімпійський кваліфікаційний турнір з боротьби 2020 (Оттава) | США    | греко-римська боротьба, до 77 кг | Бронза |
| Гран-прі Франції Анрі Деглана 2021                           | США    | греко-римська боротьба, до 77 кг | 7      |
| Меморіал Маттео Пелліконе 2021                               | США    | греко-римська боротьба, до 77 кг | 5      |
| Slavin, Halfen, Weinberg, Gottfreund Mem 2022                | США    | вільна боротьба, до 79 кг        | 5      |
| Slavin, Halfen, Weinberg, Gottfreund Mem 2022                | США    | греко-римська боротьба, до 77 кг | Золото |
| Відкритий чемпіонат Загреба з боротьби 2023                  | США    | греко-римська боротьба, до 72 кг | 13     |